# Táncsics Mihály-díj

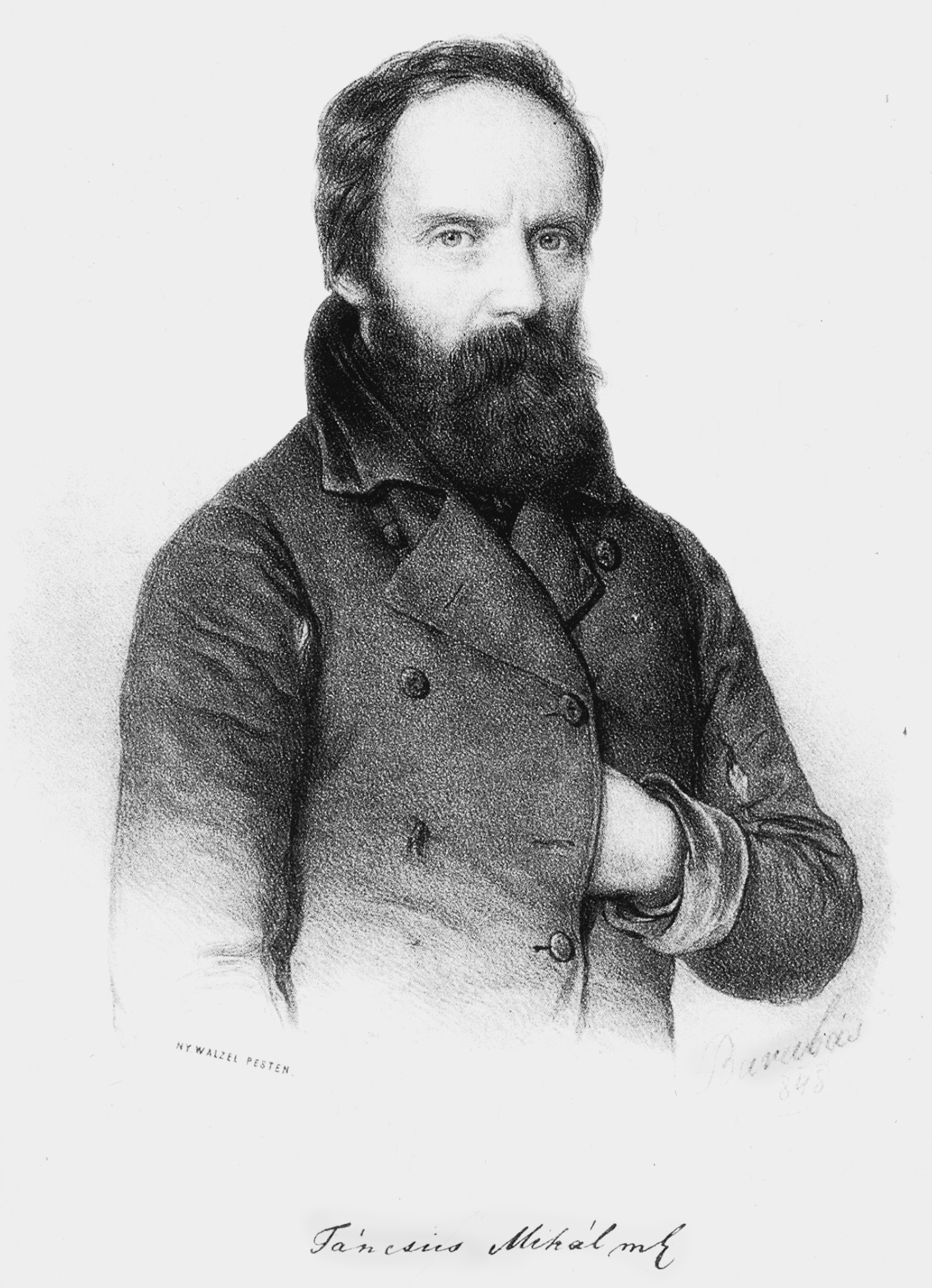
Barabás Miklós: Táncsics Mihály portré, litográfia

A Táncsics Mihály-díj az újságírói tevékenység elismerésére 1990-ben alapított állami díj, amely a korábbi rendszer Rózsa Ferenc-díját váltotta föl. A díj névadója Táncsics Mihály, aki a reformkori Magyarország jelentős, a Habsburg hatalom által meghurcolt publicistája volt.
Átadására minden évben a magyar sajtó napján, március 15-én kerül sor. A díjazottakról a mindenkori művelődési (kulturális) miniszter határoz, a szakmai szervezetek véleményét figyelembe véve. Évente 6 díjat osztanak ki, a díj mellé 1997-ben 75 ezer forint járt, 1999-től 200 ezer.
A kitüntetett adományozást igazoló okiratot és érmet kap. Az érem Csontos László szobrászművész alkotása. Az érem kerek alakú, bronzból készült, átmérője 80, vastagsága 8 milliméter. Egyoldalas, Táncsics Mihály domború arcképét ábrázolja, és TÁNCSICS MIHÁLY-DÍJ felirattal van ellátva.

## Díjazottai

### 2025[2]
- Bonczidai Éva, a Magyar Kultúra Magazin főszerkesztője
- Császár Attila újságíró, riporter, az MTVA hírterületi vezető szerkesztője
- Tubics Tibor, a Duna Médiaszolgáltató Nonprofit Zrt. az M5 és M2 Műsorokért Felelős Főszerkesztőség főszerkesztője

### 2024[3]
- Szentesi Zöldi László újságíró, a Magyar Nemzet lapszerkesztője
- Szikora József, a Magyar Katolikus Rádió főszerkesztője, a MAKÚSZ elnöke
- Ugron Zsolna, az MTVA szerkesztő-műsorvezetője, a Kertész Imre Intézet művészeti igazgatója

### 2023[4]
- Csűrös Csilla, az MTVA Kossuth Rádió Csatornaigazgatóságának kiemelt szerkesztője
- Gulyás István, az MTVA Zrt. szerkesztő-műsorvezetője
- Mohai Gábor, az MTVA Zrt. bemondó - műsorvezetője

### 2022[5]
- Balogh Andrea Johanna, a Príma Bács-Kiskun Megyei Díj magyar sajtó kategória győztese. Petőfi Sándor Sajtószabadság-díjas újságíró,  az Emberi Erőforrások Minisztériumának minisztériumi sajtófőnöke
- Franka Tibor író, nyugalmazott újságíró
- Horváth Szilárd, az MTVA vezető szerkesztője, műsorvezetője

### 2021[6]
- Farkas Adrienne újságíró
- Stefka István János újságírót, címzetes egyetemi docens
- Berszán György rovatvezető

### 2020[7]
- Pécsi Krisztina, újságíró
- Szám Katalin, újságíró
- Varga Attila, újságíró

### 2019[8]
- Alexa Károly irodalomtörténész, kritikus, újságíró, az Életünk folyóirat főszerkesztője
- Farkas Emese, az ECHO Tv programigazgatója
- Földi-Kovács Andrea, a Hír Tv szerkesztő-műsorvezetője
- Gazsó L. Ferenc, az MTI nyugalmazott vezérigazgatója
- Haeffler András, a Lakihegy Rádió főszerkesztője
- Korpás Éva, az MTVA Kossuth rádió szerkesztő-riportere

### 2018[9]
- Juhász Judit újságíró, rádiós-szerkesztő-riporter, a Magyar Művészeti Akadémia szóvivője
- Mács Ildikó az MTVA szerkesztő-műsorvezetője
- T. Pintér Károly újságíró, az Evangélikus Élet főszerkesztője

### 2017[10]
- Keresztes Ilona, az MTVA Kossuth Rádió vezető szerkesztője
- Módos Márton, az InfoRádió vezetője
- Zimányi Ágnes, a Magyar Katolikus Rádió szerkesztő-műsorvezetője

### 2016[11]
- Faggyas Sándor, a Magyar Hírlap lapszerkesztője
- Madocsai Bea Veronika, a Magyar Katolikus Rádió szerkesztője
- P. Szabó Ernő, művészettörténész, újságíró

### 2015[12]
- Filippinyi Éva, az MTVA Kulturális Főszerkesztősége kiemelt szerkesztője
- Körmendy Zsuzsanna, a Magyar Nemzet rovatvezetője
- Gundel Takács Gábor, az MTVA műsorvezető-szerkesztője

### 2014
Ebben az évben a díjat „felterjesztés hiányában” nem osztották ki.

### 2013[14]
- Szaniszló Ferenc újságíró, az Echo TV munkatársa. (A díjat Balog Zoltán, az Emberi Erőforrások Minisztériuma minisztere hivatalos levélben visszakérte Szaniszlótól. 2013. március 20-án Szaniszló Ferenc Világ-Panoráma c. tévéműsorában bejelentette, hogy a díjat visszaadja.[15])
- Novotny Zoltán sportújságíró
- Vertse Márta Ágnes szerkesztő

### 2012[16]
- Domány András, a Magyar Rádió nyugalmazott munkatársa
- Huzsvár László, nyugalmazott nagybecskereki megyés püspök
- Németh István, a vajdasági Magyar Szó és a Hét Nap külső munkatársa
- Lukács Csaba, a Magyar Nemzet újságírója
- Sediánszky János, a Magyar Televízió és a Magyar Rádió egykori munkatársa
- Széles Tamás, a Debrecen Televízió ügyvezető igazgatója

### 2011[17]
- Bánkúti András, fotóriporter, Heti Világgazdaság
- Friss Róbert, újságíró, lapszerkesztő, Népszabadság
- Knichal Oldrich, újságíró
- Molnár Miklós, író, újságíró
- Ternovácz István, újságíró
- Valkó Mihály, újságíró

### 2010[18]
- Dr. Báron György filmesztéta, szerkesztő, a Színház és Filmművészeti Egyetem egyetemi tanára
- Fáy Zoltán, a Magyar Nemzet újságírója
- Molnár Gabriella, a Nők Lapja főszerkesztője
- Tóth Ákos, a Népszabadság belpolitikai rovatszerkesztője
- Vince Mátyás, a Magyar Távirati Iroda Zrt. elnöke (2013-ban visszaadta a díjat)[19]

### 2009[20]
- Dr. Árpási Zoltán, a Somogyi Hírlap főszerkesztője
- Bodor Pál újságíró
- Gera Mihály újságíró, szerkesztő, fotótörténész
- Mélykuti Ilona, a Klub Rádió szerkesztő-riportere
- Szerdahelyi Csongor újságíró, szerkesztő
- Takács István újságíró

### 2008[21]
- Ács Jenő, a Börtönújság főszerkesztője
- Benda László, a Magyar Televízió vezető külpolitikai szerkesztője
- Lőcsei Gabriella, a Magyar Nemzet szerkesztője
- Molnár István tervező szerkesztő
- Romhányi Tamás, a Népszabadság riportere
- Szunyogh Szabolcs, a Köznevelés című lap főszerkesztője

### 2007
- Andrassew Iván, a Népszava rovatvezetője
- Balogh László, a Reuters fotóriportere
- Dudás Károly, a vajdasági Hét Nap Szerkesztőség főszerkesztője, újságíró
- Kiss Tibor, a Népszabadság főmunkatársa
- Márványi Péter, a Gazdasági Rádió szerkesztője, műsorvezetője
- Miklián László, a Keresztény Élet Szerkesztőség újságíró főmunkatársa

### 2006
- Dalos László hírlapíró
- Fenyvesi Félix Lajos költő, újságíró
- Friedmann Endre fotóriporter, az MTI főmunkatársa
- Koloszár Tamás, a Kisalföld vezető újságírója
- Mester Ákos, a 168 óra főszerkesztője
- Nej György, a Magyar Rádió szerkesztő-műsorvezetője (2013-ban visszaadta a díjat)[19]

### 2005
- Keleti Éva Balázs Béla-díjas érdemes művész, az Europress Sajtó- és Fotóügynökség vezetője
- Krajczár Gyula, a Népszabadság pekingi tudósítója
- Ráday Mihály, a Magyar Televízió főmunkatársa
- Sarusi Mihály, a Magyar Távirati Iroda újságírója
- Szigethy András, a Népszabadság főmunkatársa
- Takács Tibor újságíró

### 2004
- Illés Sándor író, újságíró, műfordító
- Osztovits Ágnes lapszerkesztő
- Rédei Ferenc fotóriporter (2013-ban visszaadta a díjat)[19]
- Róbert László újságíró
- Szále László publicista
- Varga Ilona rádiós szerkesztő-riporter

### 2003
- Balázs Géza nyelvész, néprajzkutató, egy. tanár
- Füzesi Magda költő, újságíró, lapszerkesztő
- Harmath Károly ferences szerzetes, szerkesztő, műfordító, könyvkiadó
- Jolsvai András író, újságíró
- László Ágnes újságíró
- Martin József újságíró, lapszerkesztő

### 2002
- Bálint József újságíró (Magyar Nemzet, Szegedi Élet)
- dr. Kercza Imre főszerkesztő (Somogyi Hírlap)
- Keszeli Ferenc, az MTI pozsonyi tudósítója
- Kósa Csaba író, újságíró
- Kovács K. Zoltán mezőgazdasági szakíró, újságíró, politikus
- Szabó Ferenc jezsuita szerzetes, teológus, költő, a Távlatok szerkesztője

### 2001
- Beke György író, újságíró, műfordító
- Feledy Péter riporter
- Nagy Zsóka újságíró
- Obersovszky Gyula író, újságíró
- Pálfai Gábor fotóriporter
- Ungár Tamás újságíró

### 2000
- Bächer Iván író, újságíró
- Fazekas Valéria újságíró
- Halász Miklós újságíró
- Osskó Judit újságíró, építész
- Rosdy Pál újságíró
- Szalay Zoltán fotóriporter

### 1999
- Havas Henrik újságíró
- Hemző Károly fotóművész, fotóriporter
- Kormos Valéria újságíró
- Matuska Márton író, újságíró
- Nagy N. Péter újságíró
- Staar Gyula újságíró, pedagógus

### 1998
- Bolgár György újságíró, költő (2013-ban visszaadta a díjat)[19]
- Dlusztus Imre újságíró, sportvezető
- Keresztény Gabriella újságíró
- Rangos Katalin újságíró (2013-ban visszaadta a díjat)[19]
- Révész Sándor író, újságíró (2013-ban visszaadta a díjat)[19]
- Zalai István újságíró (2013-ban visszaadta a díjat)[19]

### 1997
- Barabás Péter újságíró
- Érdi Sándor újságíró
- Flesch István újságíró, tudósító
- Kocsi Ilona újságíró
- Lengyel Zoltán mezőgazdasági újságíró, a Kistermelők Lapja főszerkesztője
- Szombathy Zoltán újságíró, szerkesztő

### 1996
- Antal Anikó újságíró
- Berta Béla újságíró
- Buják Attila újságíró
- Horváth Dezső újságíró
- Kipke Tamás író, újságíró
- R. Székely Julianna újságíró

### 1995
- Ágoston István szerkesztő, stúdióvezető
- Fenyő Béla újságíró
- Leskó László újságíró, szociográfus
- Németh Péter újságíró (2013-ban visszaadta a díjat)[19]
- Szegvári Katalin szerkesztő-riporter, újságíró

### 1994
- Bernát György rádiótudósító
- Herczeg János pedagógus, lapszerkesztő
- Kopper Judit szerkesztő
- Kopreda Dezső főszerkesztő
- Tanács István újságíró
- Tibori Szabó Zoltán újságíró

### 1993
- Bánki András újságíró
- Bertha Bulcsu író, publicista
- Bölcs István újságíró, filmesztéta
- Füzes Oszkár újságíró
- Szegő András újságíró
- Végh Alpár Sándor író, újságíró

### 1992
- Apáti Miklós író, kritikus, költő
- Boda István író, költő, újságíró
- Déri János újságíró
- Kereszty András író, újságíró
- Kocsis Györgyi újságíró
- László György újságíró

### 1991
- Gádor Iván újságíró
- Hardy Mihály újságíró (2013-ban visszaadta a díjat)[19]
- Kepes András újságíró, tv-riporter
- Lengyel Nagy Anna újságíró
- Magyar Ferenc újságíró
- Tamás Ervin újságíró (2013-ban visszaadta a díjat)[19]

### 1990
- Árkus József újságíró, író, humorista
- Bálint György kertészmérnök, újságíró, főiskolai tanár
- Győrffy Miklós újságíró, rádióriporter, főiskolai tanár
- Horváth Zoltán újságíró (2013-ban visszaadta a díjat)[19]
- Köröspataki Kiss Sándor pedagógus, újságíró, műfordító
- Megyesi Gusztáv publicista, humorista
- Pünkösti Árpád író, újságíró (2013-ban visszaadta a díjat)[19]